# روش دومارتن
دومارتن (De Martonne) روشی برای تعیین اقلیم یک منطقه براساس درجهٔ حرارت و بارندگی سالانه است. این طبقه‌بندی بر مبنای شاخص خشكی(Aridity index)  بنا نهاده شده است و در آن از دما و بارندگی برای تعیین نوع اقلیم استفاده می‌شود.

## فرمول
(A=P/(T+10
ضریب خشکی دومارتن = A
میزان بارندگی سالانه به میلیمتر (P = (mm
درجه حرارات سالانه(T = (c

## طبقه‌بندی
| اقلیم       | مقدار عددی A |
| ----------- | ------------ |
| خشک         | A<۱۰         |
| نیمه خشک    | ۱۰<A<۱۹٫۹    |
| مدیترانه‌ای  | ۲۰<A<۲۳٫۹    |
| نیمه مرطوب  | ۲۴<A<۲۷٫۹    |
| مرطوب       | ۲۸<A<۳۴٫۹    |
| بسیار مرطوب | ۳۵<A         |

برای مثال برطبق محاسبات انجام شده در فرمول دومارتن مقدار A
=۵٫۹۲۴۴۳ برای کرمان بدست می‌آید، بنابراین اقلیم کرمان بر اساس طبقه‌بندی دومارتن خشک محسوب می‌شود.